# ターミナル (映画)
『ターミナル』（The Terminal）は、2004年公開のアメリカ合衆国映画。スティーヴン・スピルバーグ監督、トム・ハンクス出演。
パスポートが無効になり空港ターミナルに閉じ込められてしまった男と、ターミナル内の従業員との交流と恋模様を描いた作品で、ロマンティック・コメディの要素を持つ。

## ストーリー

### プロローグ
アメリカ・ニューヨーク、ジョン・F・ケネディ国際空港の国際線ロビー、入国手続きゲートで奇怪な缶詰を手にしたクラコウジア人のビクター・ナボルスキーは足止めされていた。彼の母国のクラコウジアで、彼が乗った飛行機が出発した直後にクーデターが起こり事実上クラコウジア政府が消滅。そのため、彼のパスポートは無効状態となり、入国ビザは取り消されていたのだった。
アメリカに入国するために亡命・難民申請をすることもできず、かといって母国に引き返すこともできず、行き場を失ったビクターはJFK空港の国際線乗り継ぎロビー（乗客以外入れない制限区域）の中に留め置かれることになった。15分だけ通話できるテレホンカードと、職員がビクターを呼び出すのに使用するポケベル、空港内の通行承認証（職員のオフィスに入るときなどに使用する）、食事のクーポン券などを渡されたビクターは、テレビ放送を見てようやく母国のクーデターを知り、自身に降りかかった事態について理解するようになる。

### 序盤
乗り継ぎロビーはドア1枚を抜ければ空港外（アメリカ国内）へと出ることができるうえ、監視の目もそれほど厳しくないため、空港から脱走（不法入国）しようと思えば可能であった。しかし、真面目なビクターは頑なに空港内で待つことを選び、そのことで、自分の昇進のために空港からビクターを追い払いたい国境警備局のディクソンと対立するようになる。
空港で生活するうちにビクターは空港で働くことを決心する。はじめは空港内に放置された旅客用のカート返却のデポジット金を稼ぐなどしていたが、ディクソンが専用の職員を割り当てる嫌がらせをしたため、仕事を失ってしまう。やがて工事現場で無断で行った大工仕事の腕を買われターミナルの内装業として雇われる。空港職員とも打ち解けていき、清掃員のグプタや機内食を供給する業者のエンリケなどと親しくなる。ビクターは空港にあったパンフレットや旅行案内本を読んで英語も少しずつ学んでゆく。
ある日、空港入国管理官の視察が行われている最中、視察団に同行していたディクソンの元に、ミロドラゴヴィッチ（ヴァレリー・ニコラエフ）という男が入国審査の取調室で暴れているという連絡が入る。重病の父親のために持ち込もうとした処方薬が、書類不備で没収されそうになったためであったが、英語が通じないため、ディクソンはビクターを呼び出し通訳させる。ビクターの機転で、薬はヤギのためのものという嘘で通関出来るようになり、ミロドラゴヴィッチからは感謝される。
だが、その嘘を見抜いたディクソンは、上司サルチャックもいる視察団の目の前でビクターに暴言を浴びせる。後日、ディクソンはビクターを自分のオフィスに呼び出し、ニューヨークにその爪先すら一歩も踏ませない、と告げる。しかしこの出来事をグプタが空港の他の職員達に喧伝したことで、空港職員達のビクターへの対応が好意的になる。

### 中盤
空港の生活のなかで、客室乗務員のアメリア・ウォーレンと出会う。恋人とうまくいっていなかったアメリアはビクターと親しくなる。ある日、ビクターは働いて得た賃金でアメリアを食事に誘う。空港の仲間たちのサポートもあって、空港内の展望デッキでディナーをともにすることができ、ふたりは意気投合する。
その後、フライトから帰ってきたアメリアにビクターは工事中の水飲み場を改造した噴水を披露する。噴水は未完に終わったが、ビクターはアメリアに大切に持っていた缶詰を見せ、なぜ自分が空港でずっと待っているのかを明かす。
1958年、熱狂的なジャズファンだったビクターの父ディミタル・ナボルスキーは、ハンガリーの新聞でA Great Day in Harlemの写真を見た。それはニューヨークのジャズミュージシャンたちの集合写真であった。ディミタルはその写真の57人のジャズプレイヤーに40年間何百通というファンレターを送り続け、一人ひとりからの返信でもらったサインをピーナッツの缶に大切に保管していた。しかし、メンバーのひとりベニー・ゴルソンからだけは返事が来ず、やがてディミタルは他界してしまった。ディミタルが亡くなる前、ビクターは父に「必ずニューヨークへ行って、ベニー・ゴルソンのサインをこの缶に入れる」と約束した。父との約束を果たすためにビクターはJFK空港でずっと外に出る機会を待っていたのだった。

### 終盤
その翌日、クラコウジアの内戦は終結する。喜ぶビクターのもとにアメリアが訪れ、コネで手に入れた『アメリカに24時間だけ入国できる特別ビザ』を渡した。ニューヨークへ行けることになったビクターの最後の障害となったのは、事あるごとに彼と対立してきたディクソンであった。ディクソンは特別ビザに必要な自身の署名を拒み、それどころか、ビクターが帰国しない場合は友人である空港職員たちを解雇することをほのめかし、ビクターに即刻クラコウジア行きの便に乗るように迫った。
ニューヨーク行きを諦めてクラコウジアに帰ろうとしたビクターだったが、グプタが誘導路に侵入。折り返しクラコウジア行きとなるはずの飛行機をゲート寸前で止めたため、クラコウジア行きの便は遅延となる。エンリケら空港の仲間たちに背中を押され、不法入国ではあるが、ニューヨークへ行く決心をする。
ディクソンが入国審査官にビクターを逮捕するよう命じるが、レイは自身の制服の上着を着せビクターの入国を黙認。空港中の職員たちに見送られて、長らく住んだターミナルを後にし、ビクターはニューヨーク市街へと向かった。

### エピローグ
ニューヨーク市街のラマダ・インを訪れたビクターは、ラウンジで演奏するベニー・ゴルソンと対面した。ついに、ベニー・ゴルソンのサインを手に入れたビクターは、ホテルを後にしてタクシーに乗り込んだ。ビクターは車内で最後のサインを缶に入れると、「どちらへ？」と尋ねた運転手に「家に帰るんだ」と応えたのであった。

## 主な登場人物
ビクター・ナボルスキー (Viktor Navorski)
クラコウジア人の中年男性。年齢・職業などは明かされてないが、アメリアとの会話から建設作業員として働いた経歴があり、歳は40代以上であることがわかる。大工仕事が得意で、教養はあり、愛国心に満ち、性格はとても真面目で素直である。少々不器用で要領は悪いが、約束は必ず守る。また、空港内でニューヨーク案内の英語の本とクラコウジア語の本を購入し、見比べて、英語を習得している。初めのうちは英語も片言だったが、物語終盤には完全に習得している。長い空港生活のなかで、多くの空港職員と親しくなり、仕事もみつける。
アメリア・ウォーレン (Amelia Warren)
ユナイテッド航空のファーストクラス担当のフライトアテンダントである。実際は39歳だが、33歳とも27歳ともサバを読む。5秒と1人でいられず、毒になる男を次から次へ食べてしまうという悪い癖があり、本人も自覚している。「長いし、安いし、男が殺しあうから」と、歴史の本をよく読む。特にナポレオンがお気に入りである。
フランク・ディクソン (Frank Dixon)
JFK空港の国境警備局主任。警備局長に昇進する予定だったが、ビクターとの揉め事で予定の時期から昇進延期となってしまった。真面目な性格で、麻薬を密輸した人間を即座に見破るなど職務能力も高い。一方で自分の昇進を阻んだビクターを厄介者として逆恨みし、故意に不法入国させることで空港から追い出そうとするなど陰湿な一面もある。ニューヨーク市街へ行きたいというビクターと最後の最後まで対立し、脅しを含めてビクターをクラコウジア行きの飛行機に乗せようとするも、空港中の職員がビクターの味方をするのを見て結局彼を見逃す。中盤では空港に許可無く薬を持ち込んだミロドラゴビッチを庇ったビクターに激高し、上司のサルチャックと他の職員の前でビクターとクラコウジアを貶める発言をし、これを喧伝される失態を演じる。最終的にはサルチャックの後を引き継ぐ形で警備局長に昇進したものの、ビクターとミロドラゴビッチの件をサルチャックに咎められた。
レイ・サーマン (Thurman)
空港の警備員。ディクソンの部下。ビクターに空港内を案内する。初めはビクターに対して高圧的だったが、最後はニューヨーク市街へ向かう彼をターミナルの玄関から送り出す。
ジョー・マルロイ (Joe Mulroy)
空港の職員（貨物輸送担当）。ビクターと友人になる。
エンリケ・クルズ (Enrique Cruz)
フード・サービス勤務。スペイン語圏出身のヒスパニック。入国審査官のドロレス・トーレスに恋をしていた。そのためビクターに対して食事（機内食）を提供するかわりにドロレスに様々な質問をするようにと取引していた。後にドロレスと結婚する。
ドロレス・トーレス (Dolores Torres)
JFK空港の入国係官。ビクターを介して、後にエンリケと結婚する。スタートレックの熱狂的なファンで、ヴァルカン・サリュートをする場面がある。
グプタ・ラハン (Gupta Rajan)
JFK空港の清掃員。インド・マドラス出身。「予約とってあるか？」が口癖。床をモップで濡らしておき、そこを通る人が滑って転ぶのを眺めるのが唯一の楽しみ。当初ビクターをCIAのスパイではないかと考えるほど疑っていたが、最後には協力するほどの仲になった。特技はジャグリング。かつてインドで汚職警官に対し殺人未遂を犯したことで指名手配犯となった犯罪者で、家族を置いてアメリカへ逃げてきたという過去をもつ（そのため、アメリカで逮捕・強制送還となると、インドで獄中生活を送ることになる）。ラストではディクソンの策略でクラコウジアに送り返されそうになったビクターをニューヨークへ行かせるため、強制送還されるのを覚悟の上でターミナルに向かってくるボーイング747（ビクターが乗る予定だったクラコウジアに帰る便）に突撃して遅延させた。
銃をもった空港警察に囲まれ、「お前ら、予約とってあるか？」と凄んでみせるシーンで退場となる。
サルチャック (Salchak)
JFK空港の国境警備局長。ディクソンの上司。退任してディクソンに後を譲る。
マニュアルに固執するディクソンを咎め、柔軟に対応すべきであると諭す。
ウェイリン (Waylin)
JFK空港の警備員であり、サーマンの部下。映画においては初めてビクターと会話する人物でもある。
ビクターがアメリカに来た初日に入国審査を行なうも、パスポートが無効になっていたためにサーマンを呼んだ。
物語の終盤、ディクソンがビクターをクラコウジアに追い返すために人事を盾にしたことを見聞きし、それをグプタに伝えた。
ミロドラゴビッチ (Milodragovich)
物語中盤、無許可で薬を空港に持ち込み、没収されそうになったロシア人。ロシア語の通訳がおらず薬を放さない彼に空港職員達は手を焼いていたが、クラコウジア語はロシア語と似ていたため、ディクソンによりビクターが通訳として呼び出され、ビクターを介してディクソンとの会話が可能となった。
ビクターは当初、彼がアメリカから持ちだそうとした薬は彼の父親のための薬であると訳したが、すぐ後で「ヤギ」と「父」を聞き間違えたとし、結果的にヤギのための薬ということでミロドラゴビッチは持ち出すことに成功する。この一件でミロドラゴビッチを救ったビクターは空港の仲間に「ヤギのビクター」と称賛される。

## スタッフ
- 監督：スティーヴン・スピルバーグ
- 脚本：サーシャ・ガヴァシ、ジェフ・ナサンソン
- 原案：アンドリュー・ニコル、サーシャ・カヴァシ
- 製作：ウォルター・F・パークス、ローリー・マクドナルド、スティーヴン・スピルバーグ
- 製作総指揮：パトリシア・ウィッチャー、ジェイソン・ホッフス、アンドリュー・ニコル
- 撮影：ヤヌス・カミンスキー
- 美術：アレックス・マクダウェル
- 編集：マイケル・カーン
- 衣装デザイン：メアリー・ゾフレス、クリスティーン・ワダ
- 音楽：ジョン・ウィリアムズ
- キャスティング：デブラ・ゼイン

## キャスト
| 役名                   | 俳優                         | 日本語吹き替え       | 日本語吹き替え                                |
| 役名                   | 俳優                         | DVD版                | フジテレビ版                                  |
| ---------------------- | ---------------------------- | -------------------- | --------------------------------------------- |
| ビクター・ナボルスキー | トム・ハンクス               | 江原正士             | 江原正士                                      |
| アメリア・ウォーレン   | キャサリン・ゼタ＝ジョーンズ | 深見梨加             | 安藤麻吹                                      |
| フランク・ディクソン   | スタンリー・トゥッチ         | 佐々木勝彦           | 大塚芳忠                                      |
| レイ・サーマン         | バリー・シャバカ・ヘンリー   | 手塚秀彰             | 宝亀克寿                                      |
| ジョー・マルロイ       | シャイ・マクブライド         | 星野充昭             | 江川央生                                      |
| エンリケ・クルズ       | ディエゴ・ルナ               | 川島得愛             | 内田夕夜                                      |
| ドロレス・トーレス     | ゾーイ・サルダナ             | 石塚理恵             | 林真里花                                      |
| グプタ・ ラハン        | クマール・パラーナ           | 塾一久               | 永井一郎                                      |
| サルチャック           | エディ・ジョーンズ           | 佐々木梅治           | 稲垣隆史                                      |
| ミロドラゴビッチ       | ヴァレラ・ニコラエフ         | 石住昭彦             | 竹田雅則                                      |
| 空港職員               | スティーブン・メンデル       | 安井邦彦             | 秋元羊介                                      |
| カール                 | ジュード・チコレッラ         |                      | 津田英三                                      |
| ウェイリン             | コリー・レイノルズ           | 川村拓央             | 鳥海勝美                                      |
| ナディア               | リニ・ベル                   | 多緒都               | 加藤悦子                                      |
| モニカ                 | カーリース・バーク           | 堀江真理子           | 藤生聖子                                      |
| ベニー・ゴルソン       | ベニー・ゴルソン(本人)       | 佐藤祐四             | 秋元羊介                                      |
| クリフ                 | ダン・フィナティ             | 小形満               | 遠藤純一                                      |
| 吉野家マネージャー     | ジム・イシダ                 | 喜多川拓郎           | 佐々木省三                                    |
| スウォッチマネージャー | ステファン・フラー           | 落合弘治             | 落合弘治                                      |
| ルーシー               | サーシャ・スピルバーグ       | 根本圭子             | 木下紗華                                      |
| ニュースキャスター     | ディルヴァ・ヘンリー         | 定岡小百合           | こんのゆり                                    |
| CBP局員                | ジョン・エディンズ           | 船木真人             | 鳥海勝美                                      |
| 店員                   | リディア・ブランコ           | 重松朋               | 若原美紀                                      |
| 女性                   | スーザン・スローム           | すずき紀子           | 八木かおり                                    |
|                        |                              |                      |                                               |
| その他                 | N/A                          | -                    | 向井修 荻野晴朗 瀬尾恵子 一馬芳和 清水美智子  |
|                        |                              |                      |                                               |
| 演出                   |                              | 蕨南勝之             | 清水洋史                                      |
| 翻訳                   |                              | 田尾友美             | 田尾友美                                      |
| 調整                   |                              | オムニバス・ジャパン | 大浦伸浩                                      |
| 録音                   |                              |                      | オムニバス・ジャパン                          |
| 効果                   |                              |                      | サウンドボックス                              |
| プロデューサー         |                              |                      | 中島良明 松永紀見子 （フジテレビ）            |
| 制作                   |                              | 東北新社             | 東北新社                                      |
| 初回放送               |                              |                      | 2008年9月6日 『土曜プレミアム』 (21:00-23:30) |

## 「クラコウジア」について
正式名称クラコウジア共和国（クラコウジアきょうわこく）とは、本作品に登場する、架空の国である。英語表記はThe Republic of Krakozhia。キリル文字表記は Кракожия である。
映画の中で、ビクターの祖国であるクラコウジアは2004年1月16日、国内で軍事クーデターが起こるという設定になっている。
小さな国で、おおよその位置は東ヨーロッパ、旧ソ連・ロシア付近である。過去にクーデターが勃発していた中央アジア諸国、もしくはコーカサス地方のロシア語圏の国家がモチーフ。また、主人公のパスポートはベラルーシのものと酷似している。
トム・ハンクスが喋っていたクラコウジア語は全てアドリブで、ロシア語などのいくつかの言語の発音からヒントを得ている。しかし、英語の字幕でのトム・ハンクスのクラコウジア語がブルガリア語となっていたため、ブルガリア語にも近い発音だということが分かる。
作中のロシア人ミロドラゴビッチとの会話シーンではクラコウジア語で行われたが、意思疎通が可能であったためクラコウジア語はロシア語に近い言語である。劇中では通訳を呼ぼうにも到着まで1時間かかってしまうことから、ロイの発案で通訳として呼ばれた経緯がある。ディクソンにも「隣国に住んでる、言葉に多少の違いはあっても通訳としてぜひ助けてほしい」とお願いされている。

## 主人公のモデル
主人公のモデルは、1988年から2006年まで18年もパリのシャルル・ド・ゴール空港で生活していたイラン人のマーハン・カリミ・ナセリと言われている。プロデューサーのアンドリュー・ニコルは、このナセリが書き続けた日記「ターミナルマン」の映画化権を30万ドルで買った。
ナセリは入院生活をしており、また、近くに住むホームレス達のための居住施設を借り入れるために「映画化権で得た30万ドル」を使い切ったらしく、亡くなる数週間ほど前に同空港へと戻って生活しており、2022年11月12日に空港の第2ターミナルで心臓発作を起こして死去した。
映画とは異なり、空港での生活はビニール袋に包まれた私物やゴミに囲まれており、一般的なホームレスと変わらない暮らしであった。

## 関連
- 撮影に使われた空港は本物ではなくセットである。これはテロへの警戒で本物の空港での撮影許可が下りなかったため。舞台となったのはJFK国際空港だが、建設に20週間を費やしたカリフォルニアの巨大格納庫に作られたセットは、数箇所の国際空港を融合させたものとなっている。セット内にある店舗は全て実在するものであり、バーガーキングや吉野家等を始めとして35店舗が参加。エキストラには実際にその店舗で行われる研修を受けさせた。本物の店員が出演した店舗もある。
- 本編が進むに連れ、ジャズが重要な要素となっていく。終盤、ジャズ・バーのシーンでベニー・ゴルソン本人が出演をしている。
- 予告編や公式サイトで印象的に使われている曲はジョン・デンバー作の「悲しみのジェット・プレーン」(Leaving on a Jet Plane) をシャンタール・クレヴィアジックがカバーしたもの。映画本編では使われていない。
- 東京国際映画祭にスピルバーグの来日と舞台挨拶も予定されていたが、『宇宙戦争』の撮影のためにキャンセルとなっている。
- 映画予告に使われていた曲はImmediate Musicの「Rhapsody」「Dare to Dream」「The New Land」の3曲である。
- 劇中ではユナイテッド航空提供のボーイング747が使用されている。ビクターの搭乗予定の航空会社はユナイテッド航空であり、アメリアはユナイテッド航空のフライトアテンダントという設定である。また、スターアライアンスは主要なスポンサーであり、制服、備品、エキストラを提供していた。

## 関連映画
- パリ空港の人々 ※同じ題材のフランス映画である。